# Dinamo Kiszyniów (futsal)
Dinamo Kiszyniów – mołdawski klub futsalowy z siedzibą w mieście Kiszyniów, obecnie występuje w najwyższej klasie rozgrywkowej Mołdawii. Jest sekcją futsalu w klubie sportowym Dinamo Kiszyniów.

## Sukcesy
- Mistrzostwo Mołdawii (2): 2007/08, 2017/18
- Puchar Mołdawii (1): 2018
- Superpuchar Mołdawii (1): 2018